# 井上清治
井上 清治（いのうえ せいじ / きよはる、1844年11月5日（弘化元年9月25日）- 1913年（大正2年）1月12日）は、明治から大正初期の大地主、政治家、実業家。貴族院多額納税者議員。号・松龍、勲四等。

## 経歴
越中国婦負郡御門村（富山県婦負郡速星村、婦中町を経て現富山市婦中町速星）で、井上清六の二男として生まれ、豪農の井上家26代・井上清治の養子となり、家督を相続して清治を襲名し27代当主となる。
1884年（明治17年）婦負郡中名村ほか37ヵ村戸長に就任し、以後、同郡学務委員、速星村会議員、婦負郡会議員などを務めた。
1903年（明治36年）補欠選挙で貴族院多額納税者議員に選出され、同年5月5日から1904年（明治37年）9月28日まで在任した。
農事の改良などに尽力し、第四十七国立銀行取締役、第四十七銀行取締役、富山北陸生命保険監査役、日本赤十字社有功特別社員などを務めた。

## 親族
- 妻 井上みつ（養父長女、愛国婦人会幹事）[3][4]
- 息子 井上清孝（速星村長）[要出典]
- 孫 井上清一（京都市長、参議院議員、内閣官房副長官）[要出典]